# جوليان دراي
جوليان دراي هو سياسي فرنسي، ولد في 5 مارس 1955 في وهران في الجزائر. نشط حزبياً في الحزب الاشتراكي. وقد انتخب عضو المجلس المحلي لإيل دو فرانس ‏ عن دائرة فال دو مارن وقد انضم خلال فترته النيابية ‏ (13 ديسمبر 2015 – ) للكتلة البرلمانية  وانتخب نائب فرنسي وانتخب نائب برلماني ‏ (1988 – 2012).